# General Mills
General Mills (anciennement appelé Capitol) est une entreprise américaine basée à  Golden Valley (Minnesota, États-Unis) spécialisée dans le domaine agroalimentaire. Il s'agit du 6e groupe alimentaire mondial, avec un portefeuille de plus de 100 marques, dont de nombreuses marques leaders sur leurs marchés. Sur le marché français, General Mills France commercialise les marques Häagen-Dazs, Géant Vert, Parampara, Nature Valley et Old El Paso.

## Histoire
L'histoire de la société remonte à 1866, avec la création par Cadwallader Washburn de son premier moulin à Minneapolis, sur les rives du Mississippi. En 1869, Charles Pillsbury investit dans le marché de la farine, et prend des parts dans un moulin de Minneapolis avec son frère et son oncle. Charles Pillsbury appose quatre « X » et la mention « Best » sur ses sacs de farine, afin de mettre en avant la qualité de ses produits.
En 1877, Cadwallader Washburn crée un partenariat avec John Crosby pour former la Washburn-Crosby Company. La même année, Washburn envoie William Hood Dunwoody en Angleterre pour ouvrir le marché du blé de printemps. En 1878, une violente explosion détruit  le moulin « Washburn Crosby A ». Pour le remplacer, un nouveau moulin révolutionnaire est construit, plus sûr et permettant la production de farine d'une qualité encore supérieure. Pour la première fois dans le monde, les meules traditionnelles en pierre sont remplacées par des rouleaux métalliques automatiques, capables de produire une farine plus nourrissante.
La société continue de s'étendre, avec notamment l'attribution de la médaille d'or à la première Exposition Internationale des Meuniers, et avec la construction en 1904 d'un nouveau moulin à la pointe de la modernité, dans la ville de Buffalo.
En 1921, le nom de plume « Betty Crocker » est créé pour répondre aux courriers des consommateurs de la Washburn-Crosby Company. Quelques années plus tard commencera la distribution de coupons Betty Crocker, offrant des réductions valables sur de nombreux produits d'un catalogue, qui ne prendra fin qu'en 2006. En 1928, le groupe prend son nom actuel de General Mills lorsque son président James Ford Bell opère une fusion avec 26 autres moulins. General Mills devient en 1941 le sponsor d'une émission de radio populaire aux États-Unis, The Lone Ranger. Il sera ensuite adapté à la télévision, et le partenariat durera jusqu'en 1961.
En 1946, une division aéronautique spécialisée dans la conception de ballons de recherche et de ballons stratosphériques est fondée dans le Minnesota. Elle fournira entre autres des ballons utilisés pour la reconnaissance militaire telle le projet Genetrix,. General Mills recrute en 1956 l'ingénieur allemand Raabe, pour travailler sur la stabilisation des satellites et l'exploitation des satellites passifs pour les réseaux de radar.
Lorsque l'astronaute de la NASA, Scott Carpenter, est envoyé dans l'espace en 1962 à bord de la capsule Aurora 7, il emporte avec lui les premiers aliments de l'espace, des petits cubes de nourriture spécialement conçus par le département Recherche et Développement de Pillsbury (qui sera racheté par General Mills). Ces cubes, qui avaient demandé plus d'un an de développement, seront suivis par d'autres aliments spécialement adaptés, tels que des gâteaux sans miettes, des condiments en tranches, et des viandes conservables à température ambiante.
General Mills se diversifie dans le domaine des jouets en 1965, en rachetant Rainbow Crafts, le fabricant de Play-Doh. À la suite de ce rachat, les coûts de production de la société baisseront, et ses revenus tripleront. En 1970, General Mills rachète une chaîne de cinq restaurants, Red Lobster, et la développe à travers les États-Unis. Une division spéciale nommée General Mills Restaurant est créée au sein de la société, qui fondera ensuite dans les années 1980 Olive Garden, une chaîne de restaurants italiens, puis dans les années 1990, China Coast, d'autres restaurants à thème.
En 2001, General Mills fusionne avec Pillsbury. Alors que certaines marques contenaient déjà des céréales complètes, la société décide en 2004 de produire toute sa gamme de petits déjeuners à base de céréales complètes, leur impact positif sur la santé ayant été démontré par des études. Depuis, le groupe fabrique de nombreux produits destinés aux consommateurs soucieux de leur santé, ce secteur étant en pleine expansion. General Mills produit également des céréales moins sucrées, destinées aux enfants.
En septembre 2014, General Mills acquiert le producteur de produits biologiques Annie pour 820 millions de dollars.
En juin 2015, General Mills annonce la suppression d'entre 675 et 725 postes sur les 43 000 qu'il emploie en 2014, dans le cadre d'un plan de réduction de cout de 45 à 50 millions de dollars. En septembre 2015, General Mills vend à B&G Foods pour 765 millions de dollars ses activités sous les marques Green Giant et Le Sueur, spécialisées dans le surgelé et dans les légumes en boîtes de conserve, en Amérique du Nord, gardant ses mêmes activités en Europe et dans les autres marchés.
En février 2018, General Mills annonce l'acquisition pour 8 milliards de dollars de Blue Buffalo, une entreprise de nourriture pour animaux de compagnie premium ayant un chiffre d'affaires d'environ 1 milliard de dollars et une part de marché dans son secteur aux États-Unis de 6,1 %.
En novembre 2024, General Mills annonce l'acquisition pour 1,45 milliard de dollars des activités américaines de Whitebridge Pet Brands, une entreprise de nourriture d'animaux de compagnie.

## Données financières
Évolution du chiffre d'affaires 

13 652 100 000 $ (2008)
14 691 300 000 $ (2009)
14 796 500 000 $ (2010)
14 880 200 000 $ (2011)
16 657 900 000 $ (2012)
17 774 100 000 $ (2013)
17 909 600 000 $ (2014)
17 630 300 000 $ (2015)
16 563 100 000 $ (2016)
15 619 800 000 $ (2017)
15 740 400 000 $ (2018)
16 865 200 000 $ (2019)
17 626 600 000 $ (2020)
18 127 000 000 $ (2021)
18 992 800 000 $ (2022)
Évolution du bénéfice avant intérêts et impôts 

2 229 200 000 $ (2008)
2 325 000 000 $ (2009)
2 606 100 000 $ (2010)
2 774 500 000 $ (2011)
2 562 400 000 $ (2012)
2 851 800 000 $ (2013)
2 957 400 000 $ (2014)
2 077 300 000 $ (2015)
2 707 400 000 $ (2016)
2 566 400 000 $ (2017)
2 509 300 000 $ (2018)
2 515 900 000 $ (2019)
2 953 900 000 $ (2020)
3 144 800 000 $ (2021)
3 475 800 000 $ (2022)
Évolution du résultat net 

1 294 700 000 $ (2008)
1 304 400 000 $ (2009)
1 530 500 000 $ (2010)
1 798 300 000 $ (2011)
1 567 300 000 $ (2012)
1 855 200 000 $ (2013)
1 824 400 000 $ (2014)
1 221 300 000 $ (2015)
1 697 400 000 $ (2016)
1 657 500 000 $ (2017)
2 131 000 000 $ (2018)
1 752 700 000 $ (2019)
2 181 200 000 $ (2020)
2 339 800 000 $ (2021)
2 707 300 000 $ (2022)

## Marques et produits

### Céréales de petit-déjeuner
- Apple Cinnamon Cheerios
- Basic 4
- Boo Berry
- Cheerios
- Chex
- Cinnamon Grahams
- Cinnamon Toast Crunch
- Cluster
- Cocoa Puffs
- Cookie Crisp
- Count Chocula
- Fiber One
- Fitness
- Franken Berry
- French Toast Crunch
- Frosted Cheerios
- Fruit Brute
- Fruity Cheerios
- Golden Grahams
- Honey Nut Cheerios
- Jurassic Park Crunch
- Kix
- Lucky Charms
- Oatmeal Crisp
- Reese's Puffs
- Raisin Bran
- Total
- Trix
- Wheaties

### Autres
- 8th Continent
- Betty Crocker
- Bisquick
- Blue Buffalo
- Bugles
- Cascadian Farm
- Diablitos Underwood (Venezuela seulement)
- Forno de Minas
- Frescarini
- Fruit Snacks
- Gardetto's
- Gold Medal Flour
- Géant Vert
- Häagen-Dazs
- Hamburger Helper
- Jeno's
- Jus-Rol
- Knack & Back
- La Salteña
- Latina (brand)
- Milk 'n' Cereal Bars
- Muir Glen
- Nature Valley
- Old El Paso
- Pillsbury
- Pop Secret
- Progresso
- Totino's
- V. Pearl
- Wanchai Ferry
- Yoplait/Colombo (yogurt)

### Marques disparues
- Country Corn Flakes
- Daisies
- Frosty Os
- Jets
- Twinkles
- USA Crunch
- Whistles
- Pizza
- Hot chips
- Wahoos
- Chris & Lori's Bakehouse

## General Mills France
L'histoire commence en France dans les années 1960 lorsque General Mills achète la Biscuiterie nantaise.
En 1996, la société Pillsbury ouvre ses bureaux à Vélizy (78) afin de commercialiser ses marques en magasins ainsi qu’en restauration hors domicile. En 2001, General Mills fusionne avec Pillsbury.
Les consommateurs français peuvent découvrir les produits de plusieurs marques de General Mills France, telles que la crème glacée Häagen-Dazs, les kits Old El Paso et les légumes Géant Vert. En mars 2011, General Mills a finalisé le rachat de 51 % du capital du numéro deux mondial des produits laitiers, la société Yoplait pour 810 millions d'Euros. Sodiaal, qui compte 9 000 producteurs de lait français, va détenir les 49 % restants.
En 2007, General Mills installe à Vienne, près de Lyon, un centre de recherche et développement.
Le 1er décembre 2021, General Mills rétrocède ses parts dans Yoplait à l'actionnaire historique Sodiaal en échange des royalties sur la marque sur le marché nord-américain.

## Principaux actionnaires
Au 20 avril 2020.
| The Vanguard Group                 | 7,93% |
| SSgA Funds Managemen               | 5,99% |
| Capital Research & Management      | 3,70% |
| Swiss Re Financial Services        | 3,30% |
| Capital Research & Management -WI- | 2,55% |
| BlackRock Fund Advisors            | 2,50% |
| Invesco Advisers                   | 2,44% |
| Davis Selected Advisers            | 1,90% |
| Geode Capital Management           | 1,47% |
| Putnam                             | 1,46% |